# Poeciloxestia plagiata
Poeciloxestia plagiata is een keversoort uit de familie van de boktorren (Cerambycidae). De wetenschappelijke naam van de soort werd in 1880 als Criodion plagiatum gepubliceerd door Charles Owen Waterhouse.